# Uči Mata

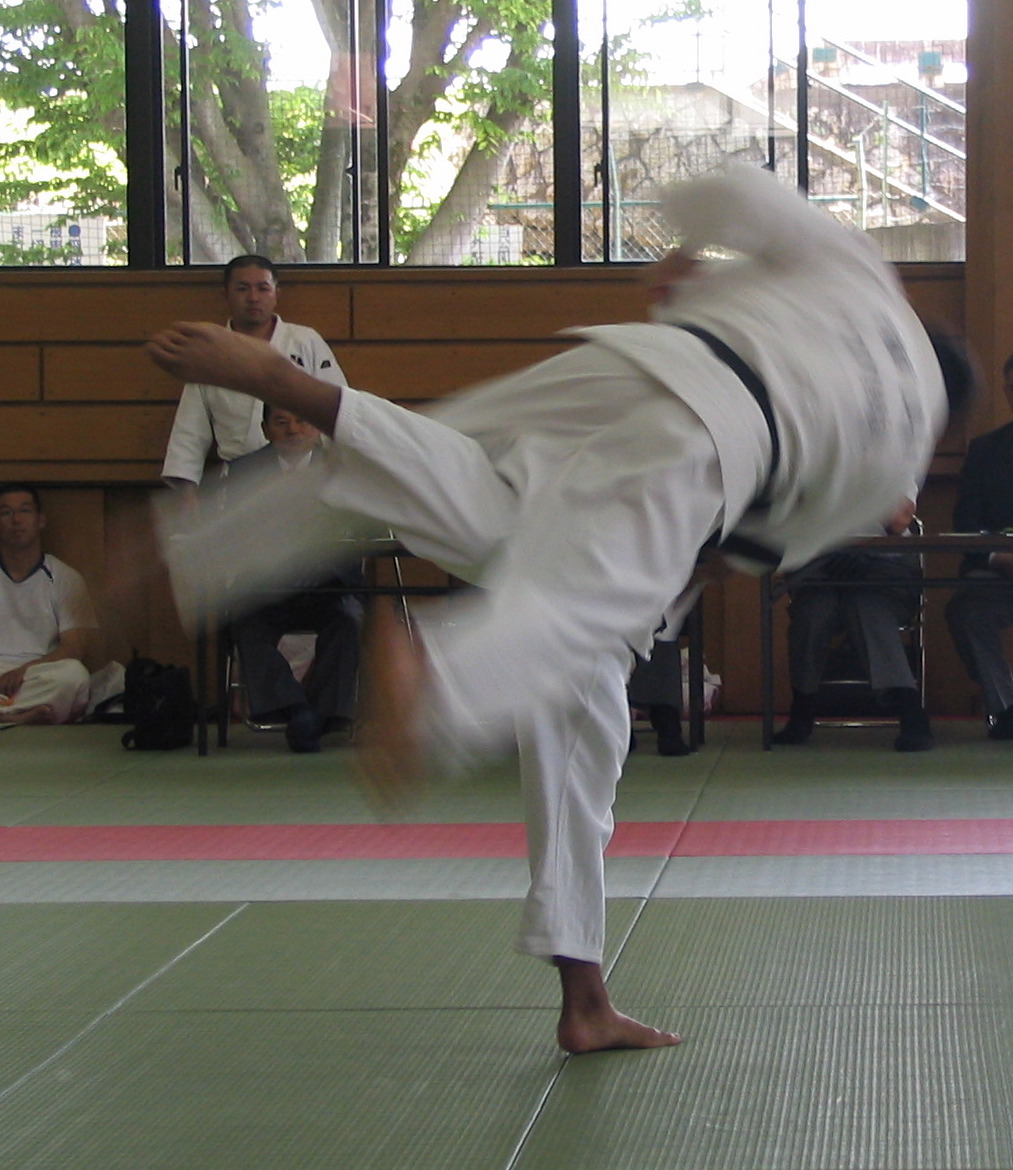
Uči mata

Uči Mata (内股) je judistická technika. Patří do kategorie Nage Waza (techniky hodů) a do skupiny Aši Waza (techniky prováděné pomocí nohou).

## Provedení
Tori v pravém základním úchopu nakročí pravou nohou mezi ukeho rozkročené nohy, přinoží levou nohu k pravé, otočí se zády k ukemu a hází ho nadrazem pravé nohy o ukeho vnitřní stehno před sebe na záda.

## Varianty
- Aši Uči Mata - podmet provádí noha
- Goši Uči Mata - k podmetu noze pomáhá i bok
- Uči Mata kenken - skákací Uči Mata se provádí poskokem pokud soupeř ustojí podraz nohy
- Uči Mata sukaši - protichvat proti Uči Matě, hod provádí převážně ruce